# Diego de la Viña
Diego de la Viña (Manilla, 20 mei 1849 - 27 maart 1920) was een Filipijns plantagehouder en onafhankelijkheidsstrijder.

## Biografie
Diego de la Viña werd geboren op 20 mei 1849 in Binondo in de Filipijnse hoofdstad Manilla. Zijn ouders waren ingenieur Diego de la Viña y Balbin uit Spanje en Damiana de la Rosa, een Chineze mestiza. Na het voltooiden van de Escuela de Superior in Manila studeerde hij in Spanje aan de Universidad de Oviedo. Na het behalen van een Bachelor of Arts-diploma keerde De la Viña terug naar de Filipijnen, waar hij in eerste instantie werkte in de kolenmijnen van zijn vader. Later begon hij een suikerrietplantage in Binalbagan in de provincie Negros Occidental. Na de dood van zijn vrouw en verwoesting van zijn plantage door een grote tyfoon kocht hij een stuk land in Guihulngan in Negros Oriental. Daar begon hij in 1881 een haciënda die hij Hacienda Vallehermosa noemde.
Tijdens de Filipijnse Revolutie rekruteerde De la Viña een grote groep mannen, waarmee hij zich aansloot bij de revolutionairen onder leiding van Emilio Aguinaldo. Op 24 november 1898 veroverde generaal De la Viña met zijn groep mannen Dumaguete. Een dag later werd door hem een revolutionaire regering uitgeroepen in Negros Oriental. De la Viña werd het verantwoordelijk delegatielid voor Oorlog. Nadat de Amerikanen de Filipijnen overnamen en de revolutionaire regering van Negros Oriental onder leiding van Demetrio Larena het Amerikaans bewind erkenden keerde hij terug naar zijn Hacienda. 
De la Viña overleed in 1927 op 70-jarige leeftijd aan de gevolgen van een hartaanval. Hij was getrouwd met Apolonia de la Cruz. Samen kregen ze vier kinderen. Na haar dood hertrouwde hij met Narcisa Geopano. Met haar kreeg hij nog eens drie kinderen.